# Inside Out Film and Video Festival
El Festival de Cine y Vídeo Inside Out (Inside Out Film and Video Festival), anteriormente conocido como Inside Out Lesbian and Gay Film and Video Festivaly conocido popularmente como Inside Out LGBT es un festival de cine canadiense cuya cartelera presenta películas de temática LGBT. El festival cuenta con dos sedes paralelas en Toronto y Ottawa .
Fundado en 1991, el festival es ahora el más grande en su tipo en Canadá. El sitio web estadounidense Deadline lo denominó "el festival de cine LGBTQ más importante de Canadá".
Desde 2018 el festival se realiza en el TIFF Bell Lightbox de Toronto y desde 2021 la directora ejecutiva de la organización es Lauren Howes desde, quien sucedió a la productora de cine Andria Wilson en el cargo.

## Historia
Celebrado por primera vez en el Teatro Euclid de Toronto en 1991, Inside Out celebró su edición con una pequeña comunidad de personas que anhelaban ver películas y vídeos creados por y sobre lesbianas, gays, bisexuales y personas transgénero.
El festival se define a sí mismo como "una organización benéfica registrada sin fines de lucro que existe para desafiar actitudes y cambiar vidas a través de la promoción, producción y exhibición de películas realizadas por y sobre personas lesbianas, gays, bisexuales y trans (LGBT) de todas las edades, razas y habilidades."
En su tercera edición, el festival fue centro de una controversia cuando la alcaldía de Toronto rechazó la entrega de una subvención artística para apoyar el festival de 1994 por motivos de "estándares comunitarios", a pesar de que el mismo consejo había otorgado subvenciones al evento tanto en 1991 como en 1992.
El festival pudo recuperar la financiación perdida en la edición de 1993 cuando numerosas organizaciones artísticas de la ciudad, incluida la Galería de Arte de Ontario, el Festival Internacional de Cine de Toronto, la Escuela Nacional de Ballet, el Teatro Tarragon, el Teatro Passe Muraille y el Danny Grossman Dance Company, realizaron donaciones para financiar el festival.Desde 2009, el Royal Bank of Canada es el patrocinador principal del festival en Toronto.
En sus primeras décadas, el festival se ha ampliado para incorporar una variedad de programas relacionados con la promoción y el desarrollo de películas y cineastas LGBT en Canadá. Actualmente es el evento LGBTQ más grande en Canadá, según el medio estadounidense Deadline.
En 2007 el festival Inside Out se expandió a Ottawa, luego de la desaparición del Making Scenes Film and Video Festival, evento que se realizaba en la misma ciudad. Presentado originalmente en el ByTowne Cinema, el evento se realiza desde 2016 en la Galería Nacional de Canadá.
En 2009, la edición de Ottawa del festival enfrentó una controversia cuando la Agencia de Servicios Fronterizos de Canadá confiscó copias de las películas Patrik, Age 1.5, I Can't Think Straight y Clapham Junction que estaban en camino al festival, a pesar de que las tres películas se habían proyectado previamente en otros puntos de Canadá.
En 2016, un grupo local lanzó el Toronto Queer Film Festival (Festival de Cine Queer de Toronto) como una alternativa para quienes perciben que la programación del Inside Out se ha vuelto "muy comercializada y convencional".
En 2019, el festival se asoció con el servicio de streaming Crave como socio en el entonces nuevo portal del servicio para contenido de cine y televisión LGBTQ, además de lanzar una asociación con Netflix para apoyar el desarrollo y la financiación de nuevas películas y programas de temáticas LGBTQ en Canadá.
En marzo de 2020, los organizadores del festival anunciaron que debido a la pandemia de COVID-19 en Canadá, el festival de 2020, normalmente programado para mayo, se pospondría hasta octubre. En julio, anunciaron que los eventos de Toronto y Ottawa se combinarían en un único evento digital.
A través del Focus Fund, el festival lanzó un fondo especial de ayuda de emergencia, que ofrece subvenciones de hasta 2.500 dólares para proyectos afectados por la pandemia de COVID-19. Ese mimos año, el festival también fue uno de los socios clave, junto con Outfest Los Angeles, el Frameline Film Festival y el New York Lesbian, Gay, Bisexual, & Transgender Film Festival, en el lanzamiento de la North American Queer Festival Alliance, una iniciativa para dar más publicidad y promover el cine LGBT.
La edición 2021 del festival volvió a su programación tradicional a finales de mayo, aunque se realizó en formato digital, tal como su edición anterior. El evento estuvo disponible para los espectadores de todo Ontario, mientras aquellas películas del programa Spotlight on Canada se proyectaron de forma gratuita mediante un acuerdo de patrocinio con la Canadian Broadcasting Corporation (CBC).